# Okrogla miza
Okrogla miza pomeni demokratično razvrstitev udeležencev v krogu. Za okroglo mizo se ne ve, katera oseba je najpomembnejša. Za oglato mizo najpomembnejši udeleženec lahko sedi na sredini daljše stranice ali kot edini sedeči ob krajši stranici.
Pojem okrogla miza izhaja iz srednjega veka, časa, ko so bili odnosi med ljudmi hierarhični. Legenda pravi, da je enakopravnost prvi uvedel kralj Artur. S svojimi vitezi je vedno obedoval in skupno odločal za okroglo mizo. S to gesto je dajal vedeti, da je zgolj eden med enakimi. 
Okroglo mizo kot način razporeditve enakovrednih udeležencev so začeli uporabljati tudi v mednarodnih odnosih; da bi dali vedeti, da so se srečali enakovredni vladarji oziroma politiki. Kljub temu so nekateri enakovrednost okrogli mizi oporekali, če je stala v oglati sobi. Zato so za mednaqrodne konference začeli zidati okrogle sobe. Nekaterim tudi to ni zadoščalo, saj so dokazovali, da je tudi v okrogli sobi za okroglo mizo najpomembnejši tisti, ki je najbolj oddaljen od vrat oziroma je z obrazom obrnjen proti vratom. Zato so se domislili možnosti, da so v okrogli sobi naredili toliko vrat, kolikor vladarjev naj bi se sestalo in vsi vladarji so istočasno skozi vrata vstopili v sobo. 
V sedanjem času se okrogla miza uporablja za obliko javne diskusije več enakovrednih govorcev.